# Claudio Plit
Claudio Plit (Rosario, 7 novembre 1954) è un ex nuotatore argentino inserito nella International Swimming Hall of Fame nel 2014.
Vincitore di 4 titoli mondiali di nuoto di fondo e di diverse maratone di nuoto, tra il 1974 al 1986 è salito sul podio in 45 delle 48 gare a cui ha preso parte. Ha vinto, oltre ad altre importanti gare, 4 volte la Capri-Napoli (1979, 1980, 1981, 1986) e 5 la traversata del Lago Saint-Jean, considerato l'evento più duro del circuito internazionale.
Era nota la sua lunga rivalità con il neozelandese Phillip Rush
Dopo il ritiro si è dedicato all'allenamento, oltre a essere giudice di gara nelle FINA Marathon Swim World Series.